# Adelpherupa lialuiensis
Adelpherupa lialuiensis là một loài bướm đêm trong họ Crambidae.